# Maddalena Casulana
Maddalena Casulana (Casole d'Elsa, 1544 – 1599) è stata una compositrice, cantante e liutista italiana del tardo Rinascimento.
Viene ricordata per essere stata la prima donna compositrice ad aver pubblicato nella storia della musica occidentale.

## Biografia e lavori

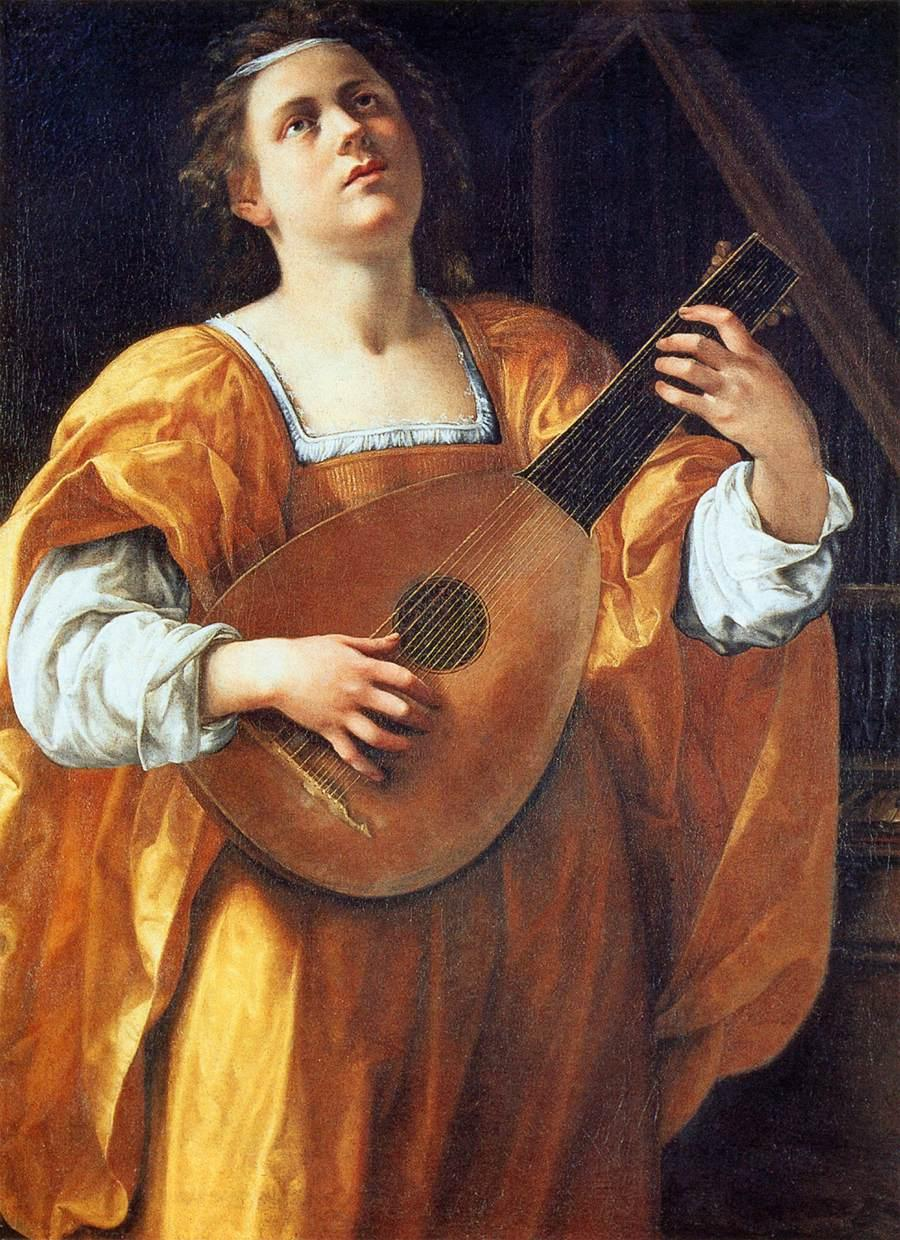
Artemisia Gentileschi, Santa Cecilia con liuto, 1616 circa, olio su tela, Galleria Spada, Roma

Estremamente poco è noto riguardo alla sua vita di ciò che non sia estrapolabile dalle dediche e lettere scritte nella sua collezione di madrigali. Probabilmente nacque a Casole d'Elsa, vicino a Siena, come si evince dal suo nome. Il suo primo lavoro è datato 1566; quattro madrigali in una collezione, Il Desiderio, che lei produsse a Firenze. Due anni dopo pubblicò a Venezia il suo primo vero libro di madrigali per quartetto di voci, Il primo libro di madrigali, che fu la prima composizione pubblicata da una donna. Quello stesso anno Orlando di Lasso condusse un'opera della Casulana alla corte di Alberto V di Baviera a Monaco, ma quella di composizione non ci è giunta traccia. Fu probabilmente vicina a Isabella de' Medici, e le dedicò alcuni dei suoi madrigali. Nel 1570, 1583 e 1586 pubblicò altri libri di madrigali, sempre a Venezia.
Durante questo periodo sposò un uomo di nome Mezari, ma non ci sono giunte informazioni riguardo a lui, né dove vissero. Basandosi sulle informazioni contenute nelle dediche alle sue opere, probabilmente lei visitò Verona, Milano e Firenze, e sicuramente andò a Venezia, poiché la sua musica fu pubblicata lì e numerosi veneziani commentarono le sue capacità.
Nella dedica del suo primo libro di madrigali a Isabella de' Medici ella dichiarò orgogliosamente il suo desiderio "di mostrare al mondo il vanitoso errore degli uomini di possedere essi soli doti intellettuali, e di non credere possibile che possano esserne dotate anche le donne".

## Stile musicale
Il suo stile è moderatamente contrappuntistico e caratterizzato da cromatismi, reminiscenza di qualche lavoro del Marenzio e dei molti madrigali di Philippe de Monte, ma evita le sperimentazioni estreme dei compositori della scuola di Ferrara come Luzzaschi e Gesualdo. Le sue linee melodiche sono cantabili e piuttosto accurate al testo. Altri compositori del tempo, come Philippe de Monte, ebbero una grande considerazione di lei; Orlando di Lasso condusse una sua composizione nuziale in Baviera rimanendo impressionato per la sua bravura.
Ci sono giunti un totale di 66 madrigali della Casulana.

## Discografia
- Full Well She Sang: Women's Music from the Middle Ages and Renaissance - Composizioni di Hildegard of Bingen, the Contessa de Dia, Barbara Strozzi, Maddalena Casulana e Francesca Caccini - Harmonia SRI 005
- English and Italian Renaissance Madrigals - 2 Cds - (2000) Virgin Classics 61671 ASIN B000031WJ8